# Schrage Reisen
Die Schrage-Reisen GmbH & Co. KG ist der Betreiber der Linien im Bereich Melle im Landkreis Osnabrück.
Neben dem Stadtbus Melle werden auch die regionalen Linien im Bereich Melle bedient. Insgesamt sind das 22 Buslinien.
Das Unternehmen wurde 1905 gegründet. Seitdem ist das Unternehmen ständig gewachsen. Heute verfügt das Unternehmen über 40 Busse.
Der Firmensitz des Familienunternehmens in der dritten Generation befindet sich Melle-Wellingholzhausen.

## Linienübersicht
Folgende Linien werden bedient:
- 381: Melle – Gesmold – Bissendorf – Osnabrück
- 382: Holte – Bissendorf – Osnabrück
- 392: Osnabrück – Wissingen
- 393: Osnabrück – Jeggen – Schledehausen
- 373: Osnabrück – Schledehausen
- 304: Melle – Wetter – Bruchmühlen
- 305: Melle – Bakum – Oldendorf – Westerhausen
- 306: Melle – Eicken-Bruche – Buer
- 307: Melle – Riemsloh – Sankt Annen – Neuenkirchen
- 308: Melle – Küingsdorf – Sondermühlen – Melle
- 309: Melle – Wellingholzhausen – Bad Rothenfelde
- 310: Melle – Laer – Gerden – Melle
- 311: Gesmold – Wennigsen – Warringhof – Gesmold
- 312: Buer – Oldendorf – Westerhausen
- 314: Markendorf – Buer – Markendorf
- 315: Bruchmühlen – Buer
- 316: Groß Aschen – Riemsloh – Neuenkirchen
- 317: Riemsloh – Krukum – Riemsloh
- 318: Wellingholzhausen – Neuenkirchen
- 319: Wellingholzhausen – Vessendorf – Wellingholzhausen
- 321: Bissendorf – Natbergen – Uphausen – Bissendorf
- 322: Schledehausen – Wissingen – Bissendorf